# Carlos Eduardo Borges Parente
Carlos Eduardo Borges Parente (Santa Catarina, 10 agosto 2002) è un calciatore brasiliano, attaccante del Gil Vicente.

## Carriera
È cresciuto nel settore giovanile del Brusque, dove ha debuttato il 15 marzo 2020 nell'incontro del Campionato Catarinense perso 1-0 contro il Figueirense. Nel 2021 è stato acquistato dal Marítimo che lo ha assegnato alla propria seconda squadra militante nel Campeonato de Portugal. Ha fatto il suo esordio nel calcio professionistico il 22 luglio 2023 nella partita di Taça da Liga persa 2-1 contro il Vizela.
Nel gennaio del 2023 è stato ceduto al Felgueiras 1932, con cui al termine della stagione ha centrato la promozione in Segunda Liga. Dopo aver realizzato 10 reti in 13 incontri, il 24 gennaio 2025 è stato acquistato a titolo definitivo dal Gil Vicente.

## Statistiche

### Presenze e reti nei club
Statistiche aggiornate al 12 gennaio 2025.
| Stagione               | Squadra                | Campionato             | Campionato | Campionato | Coppe nazionali | Coppe nazionali | Coppe nazionali | Coppe continentali | Coppe continentali | Coppe continentali | Altre coppe | Altre coppe | Altre coppe | Totale | Totale | Totale |
| Stagione               | Squadra                | Comp                   | Pres       | Reti       | Comp            | Pres            | Reti            | Comp               | Pres               | Reti               | Comp        | Pres        | Reti        | Pres   | Reti   |        |
| ---------------------- | ---------------------- | ---------------------- | ---------- | ---------- | --------------- | --------------- | --------------- | ------------------ | ------------------ | ------------------ | ----------- | ----------- | ----------- | ------ | ------ | ------ |
| 2020                   | Brusque                | PD/SC                  | 1          | 0          | -               | -               | -               | -                  | -                  | -                  | -           | -           | -           | 1      | 0      |        |
| 2021-2022              | Marítimo B             | CdP                    | 4          | 1          | -               | -               | -               | -                  | -                  | -                  | -           | -           | -           | 4      | 1      |        |
| 2022-2023              | Marítimo B             | CdP                    | 25         | 8          | -               | -               | -               | -                  | -                  | -                  | -           | -           | -           | 25     | 8      |        |
| 2023-gen. 2024         | Marítimo B             | CdP                    | 7          | 0          | -               | -               | -               | -                  | -                  | -                  | -           | -           | -           | 7      | 0      |        |
| Totale Marítimo B      | Totale Marítimo B      | Totale Marítimo B      | 36         | 9          |                 | -               | -               |                    | -                  | -                  |             | -           | -           | 36     | 9      |        |
| 2023-gen. 2024         | Marítimo               | SL                     | 2          | 0          | CP+CdL          | 1+1             | 0               | -                  | -                  | -                  | -           | -           | -           | 4      | 0      |        |
| gen.-giu. 2024         | Felgueiras 1932        | TL                     | 12         | 3          | CP              | 0               | 0               | -                  | -                  | -                  | -           | -           | -           | 12     | 3      |        |
| 2024-gen. 2025         | Felgueiras 1932        | SL                     | 13         | 10         | CP+CdL          | 0               | 0               | -                  | -                  | -                  | -           | -           | -           | 13     | 10     |        |
| Totale Felgueiras 1932 | Totale Felgueiras 1932 | Totale Felgueiras 1932 | 25         | 13         |                 | 0               | 0               |                    | -                  | -                  |             | -           | -           | 25     | 13     |        |
| gen.-giu. 2025         | Gil Vicente            | PL                     | 4          | 0          | CP+CdL          | 0               | 0               | -                  | -                  | -                  | -           | -           | -           | 4      | 0      |        |
| Totale carriera        | Totale carriera        | Totale carriera        | 68         | 22         |                 | 2               | 0               |                    | -                  | -                  |             | -           | -           | 70     | 22     |        |